# Schizoprymnus pallidipennis
Schizoprymnus pallidipennis är en stekelart som först beskrevs av Herrich-Schäffer 1838.  Schizoprymnus pallidipennis ingår i släktet Schizoprymnus och familjen bracksteklar. Inga underarter finns listade i Catalogue of Life.